# トンボロ (イタリア)
トンボロ（伊: Tombolo）は、イタリア共和国ヴェネト州パドヴァ県にある、人口約8,200人の基礎自治体（コムーネ）。

## 地理

### 位置・広がり

#### 隣接コムーネ
隣接するコムーネは以下の通り。
- チッタデッラ
- ガッリエーラ・ヴェーネタ
- サン・ジョルジョ・イン・ボスコ
- サン・マルティーノ・ディ・ルーパリ
- ヴィッラ・デル・コンテ

### 気候分類・地震分類
トンボロにおけるイタリアの気候分類 (it) および度日は、zona E, 2431 GGである。
また、イタリアの地震リスク階級 (it) では、zona 2 (sismicità media) に分類される。

## 出身著名人
- ジュゼッペ・ベゲット（自転車競技選手）